# Squadra egiziana di Fed Cup
La squadra egiziana di Fed Cup rappresenta l'Egitto nella Fed Cup, ed è posta sotto l'egida della Egyptian Tennis Federation (الاتحاد المصري للتنس).
Essa partecipa alla competizione dal 1986 senza aver mai superato le fasi zonali.

## Organico 2011
Aggiornato ai match del gruppo III (2-7 maggio 2011). Fra parentesi il ranking della giocatrice nei giorni della disputa degli incontri.
- Menna El Nagdy (WTA #)
- Magy Aziz (WTA #)
- Mai El Kamash (WTA #)
- Mayar Sherif (WTA #)

## Ranking ITF
- Il prossimo aggiornamento del ranking è previsto per il mese di febbraio 2012.

| Egitto nel Ranking ITF (aggiornata al 7 novembre 2011) |              |        |                            |
| Pos                                                    | Squadra      | Punti  | Gruppo                     |
| 68                                                     | Kirghizistan | 246.75 | Gruppo II - Asia/Oceania   |
| 69                                                     | Cuba         | 229.50 | Gruppo II - Americhe       |
| 70                                                     | Marocco      | 220.00 | Gruppo III - Europa/Africa |
| 71                                                     | Egitto       | 205.00 | Gruppo III - Europa/Africa |
| 72                                                     | Armenia      | 204.50 | Gruppo III - Europa/Africa |
| 73                                                     | Costa Rica   | 200.00 | Gruppo II - Americhe       |
| 74                                                     | Turkmenistan | 181.00 | Gruppo II - Asia/Oceania   |